# UFC Fight Night: Smith vs. Spann
UFC Fight Night: Smith vs. Spann（ユーエフシー・ファイトナイト：スミス・バーサス・スパン、別名UFC Fight Night 192、UFC on ESPN+ 50）は、アメリカ合衆国の総合格闘技団体「UFC」の大会の一つ。2021年9月18日、ネバダ州ラスベガスのUFC APEXで開催された。

## 大会概要
本大会はアンソニー・スミスとライアン・スパンのライトヘビー級戦が組まれた。

## 試合結果

### プレリミナリーカード
第1試合 女子フライ級 5分3R
○  ハンナ・ゴールディ vs.  エミリー・ウィットマイア ×
1R 4:17 腕ひしぎ十字固め
第2試合 バンタム級 5分3R
△  グスタボ・ロペス vs.  アラテン・ヘイリ △
3R終了 判定0-0（28-28、28-28、28-28）
第3試合 ウェルター級 5分3R
○  カールストン・ハリス vs.  インパ・カサンガナイ ×
1R 2:38 TKO（パウンド）
第4試合 女子フライ級 5分3R
○  エリン・ブランチフィールド vs.  セーラ・アルパー ×
3R終了 判定3-0（30-25、30-25、30-26）
第5試合 バンタム級 5分3R
○  モンテル・ジャクソン vs.  JP・ベイズ ×
3R終了 判定3-0（30-27、30-27、30-27）
第6試合 158ポンド契約 5分3R
○  ロン・チュー vs.  ブランドン・ジェンキンス ×
3R 4:35 TKO（パウンド）
※チューの体重超過によりライト級から変更
第7試合 女子バンタム級 5分3R
○  ラケル・ペニントン vs.  パニー・キアンザド ×
3R終了 判定3-0（29-28、29-28、29-28）
第8試合 ライトヘビー級 5分3R
○  テフォン・チュクウィ vs.  マイク・ロドリゲス ×
3R終了 判定3-0（30-27、30-27、30-27）

### メインカード
第9試合 ミドル級 5分3R
○  ホアキン・バックリー vs.  アントニオ・アロヨ ×
3R 2:26 KO（右フック→パウンド）
第10試合 バンタム級 5分3R
○  ネイト・マネス vs.  トニー・グレーブリー ×
2R 2:10 TKO（右フック→パウンド）
第11試合 ライト級 5分3R
○  アルマン・ツァルキヤン vs.  クリストス・ジアゴス ×
1R 2:09 TKO（左フック→パウンド）
第12試合 女子フライ級 5分3R
○  アリアネ・リプスキ vs.  マンディ・ブーム ×
3R終了 判定3-0（30-27、30-27、30-27）
第13試合 ライトヘビー級 5分3R
○  イオン・クテラバ vs.  デビン・クラーク ×
3R終了 判定3-0（30-26、29-26、29-27）
第14試合 ライトヘビー級 5分5R
○  アンソニー・スミス vs.  ライアン・スパン ×
1R 3:47 リアネイキドチョーク

### 各賞
ファイト・オブ・ザ・ナイト：該当無し
パフォーマンス・オブ・ザ・ナイト：アンソニー・スミス、アルマン・ツァルキヤン、ネイト・マネス、ホアキン・バックリー
各選手にはボーナスとして5万ドルが授与された。

### カード変更
負傷などによるカードの変更は以下の通り。